# Сонневелт, Хенк
Хендрик (Хенк) Сонневелт (нидерл. Hendrik "Henk" Sonnevelt; 24 августа 1923, Кроммени — 8 марта 2017, Осткноллендам) — нидерландский футболист, игравший на позициях нападающего и полузащитника за амстердамские команды АФК и «Аякс».

## Спортивная карьера

### АФК
Сонневелт начинал футбольную карьеру в клубе АФК, в котором дебютировал в возрасте 19 лет. В сезоне 1945/46 его команда стала победителем второго класса Нидерландов.
За два тура до конца чемпионата АФК занимал вторую строчку и отставал от клуба КФК на четыре очка, имея два матча в запасе, в свою очередь КФК должен был провести только один матч — в гостях против АФК. Один из решающих матчей чемпионата состоялся 8 июня 1946 года и собрал 42 тысячи зрителей на Олимпийском стадионе в Амстердаме. Футболисты КФК с самого начала взяли игру под контроль и довольно быстро забили три гола. Зрители стали покидать трибуны, однако вскоре голы Хенка Сонневелта и Хенка Гелюка вернули интригу в матче. Сравнять счёт удалось Дику Дисселкуну, а вскоре Сонневелт забил свой второй гол, поразив ворота КФК с 25-30 метров. АФК одержал победу 4:3 и на два очка приблизился к первому месту. В последнем туре амстердамцы разгромили аутсайдера чемпионата клуб ВФК со счётом 4:0.
Набрав 30 очков команда поравнялась с КФК, чемпиона должен был определить дополнительный матч. Решающая игра состоялась в субботу 8 июня на Олимпийском стадионе и собрала рекордные для клуба 45 тысяч зрителей. На этот раз матч шёл полностью под диктовку АФК; на пятой минуте Сонневелт открыл счёт, а ещё через десять Гелюк удвоил преимущество. Незадолго до перерыва Сонневелт оформил дубль, а уже после возобновления игры Дисселкун забил четвёртый мяч. За десять минут до конца встречи нападающие КФК смогли отквитать два гола, но амстердамцы всё же одержали победу — 4:2. Став чемпионами, футболисты АФК спустя 25 лет получили возможность вернуться в первый класс Нидерландов. В матчах за путёвку в элитный дивизион «красные» выиграли только одну игру, сыграли одну ничью, дважды проиграли, и заняли в итоге только третье место. В общей сложности Хенк выступал за АФК на протяжении десяти сезонов.

### «Аякс»
В январе 1950 года запросил перевод в другой амстердамский клуб — «Аякс». Перед началом сезона присоединился к новой команде, однако, по его собственным словам, это было не то, что он ожидал. Сонневелт официально дебютировал в матче 1-го тура чемпионата против клуба АГОВВ, состоявшемся 10 сентября 1950 года. В 4-м туре амстердамцы крупно проиграли в гостях «Энсхедезе Бойз» со счётом 4:0. После матча комитет клуба и Джек Рейнолдс, который был тренером клуба до прихода в ноябре 1950 года Боба Томсона, приняли решение временно отстранить от основного состава троих игроков: Сонневелта, Бёмера, Криста, и сделать ставку на Гера ван Маурика, Тео де Грота и Тео Брокаманна. В отличие от Бёмера и Криста, Хенк больше не попадал в основной состав. За «Аякс» Сонневелт провёл всего четыре матча в чемпионате и отметился одним голом.

## Личная жизнь
Хенк родился в августе 1923 года в Кроммени. Отец — Корнелис Сонневелт, учитель, мать — Йоханна Мария ван Менс. Оба родителя были родом из Роттердама, они поженились в августе 1922 года в Роттердаме. В их семье воспитывалась ещё дочь по имени Албертине, родившаяся в 1925 году. Глава семейства умер в августе 1930 года в возрасте 38 лет, когда Хенку было шесть лет, а через десять лет его мать вышла замуж во второй раз.
Был женат, супруга Риа Постама.
Умер 8 марта 2017 года в Осткноллендаме в возрасте 93 лет. Похоронен на кладбище в Кроммени.